# Wapen van Jemen

Wapen van Jemen.

Het wapen van Jemen is in 1990 ingevoerd.

## Beschrijving
Op het wapen staat een gouden arend centraal. Deze arend staat op een band met de Arabische tekst: الجمهورية اليمنية (Republiek Jemen). De arend draagt op zijn borst een wapenschild, waarop een gouden muur en een koffieplant is afgebeeld. Aan beide zijkanten is de vlag van Jemen afgebeeld.

Voormalige wapens van Jemen
1959-1967 Zuid-Arabische Federatie
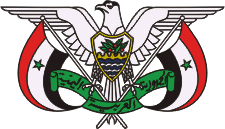
1962-1990 Jemenitische Arabische Republiek
1967-1970 Volksrepubliek Jemen
1970-1990 Democratische Volksrepubliek Jemen

Afghanistan · Armenië · Azerbeidzjan · Bahrein · Bangladesh · Bhutan · Brunei · Cambodja · China: Volksrepubliek / Republiek (Taiwan) · Cyprus · Filipijnen · Georgië · India · Indonesië · Irak · Iran · Israël · Japan · Jemen · Jordanië · Kazachstan · Kirgizië · Koeweit · Laos · Libanon · Malediven · Maleisië · Mongolië · Myanmar · Nepal · Noord-Korea · Oezbekistan · Oman · Oost-Timor · Pakistan · Palestina · Qatar · Rusland · Saoedi-Arabië · Singapore · Sri Lanka · Syrië · Tadzjikistan · Thailand · Turkmenistan · Turkije · Verenigde Arabische Emiraten · Vietnam · Zuid-Korea

Afhankelijke gebieden: Hongkong · Macau

Betwiste gebieden: Noord-Cyprus